# Peel House

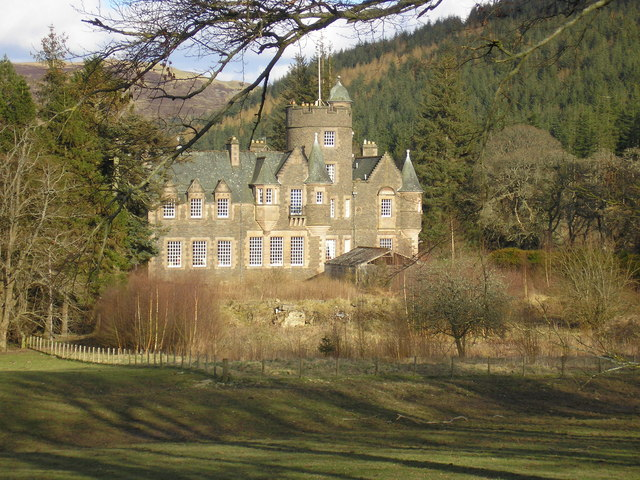
Peel House

Peel House, ehemals auch Peel Hospital oder Ashiestiel Hospital, ist ein Herrenhaus in der schottischen Ortschaft Ashiestiel in der Council Area Scottish Borders. 1971 wurde das Bauwerk in die schottischen Denkmallisten in der höchsten Denkmalkategorie A aufgenommen.

## Beschreibung
Das Herrenhaus liegt am Südwestrand von Ashiestiel. Es wurde zwischen 1904 und 1907 nach einem Entwurf der schottischen Architekten John Kinross und Harold Tarbolton erbaut. Später beherbergte es ein Krankenhaus und war unter den Bezeichnungen Peel Hospital und Ashiestiel Hospital bekannt. Peel House weist die architektonischen Merkmale des historisierenden Scottish-Baronial-Stils auf.